# 道爺圳糯米橋
道爺圳糯米橋，或稱為道爺橋、芳安里芳草橋，是位於臺灣嘉義市東區的一處清代橋樑。後於2014年11月14日公告為市定古蹟。

## 沿革
根據《嘉義市誌》記載，道爺圳糯米橋於清同治3年（1864年），是在戴潮春事件後，嘉義地方仕紳賴時輝、陳熙年等人在辦理「嘉安總局」捐資，在道將圳兩條主要圳道之一的道爺圳所興建的橋樑，當時稱為道爺橋，原命名為「永安橋」，具有著永存安固之含義。當時道爺橋的路徑是嘉義縣城通往中埔四十九莊頭的南田古道，也為當時通往臺灣府城交通的要道之一。
日治時期，由於草地尾社區至嘉義市來往居民眾多，因此道爺橋的地位提昇，民國65年（1976年）芳草里的里長林金助捐資拓寬橋樑，在原有的糯米橋之上改建成八公尺的水泥橋，稱為「芳草橋」，目前道爺橋仍作為一般橋樑使用，在2014年11月14日公告為古蹟，2016年則開始交由財團法人成大研究發展基金會承攬橋樑的修復與再利用計畫案，地區團隊如宣信國小、芳草里里長和草地尾社發展協會也曾對道爺橋周邊環境進行整理工程。

## 設計
道爺圳糯米橋為單拱式結構，橋寬共約2公尺，橋體構造為外層石砌內填。主要以糯米、蚵殼燒成的灰，赤糖和石塊做材料構成，由於道路擴建因素，目前路道已鋪設混凝土。

## 外部連結
- 道爺圳糯米橋 - 文化部文化資產局 （页面存档备份，存于）
- 道爺圳糯米橋 - 文化部iCulture （页面存档备份，存于）